# Liste der Kulturgüter in Berg SG
Die Liste der Kulturgüter in Berg SG enthält alle Objekte in der Gemeinde Berg im Kanton St. Gallen, die gemäss der Haager Konvention zum Schutz von Kulturgut bei bewaffneten Konflikten, dem Bundesgesetz vom 20. Juni 2014 über den Schutz der Kulturgüter bei bewaffneten Konflikten sowie der Verordnung vom 29. Oktober 2014 über den Schutz der Kulturgüter bei bewaffneten Konflikten unter Schutz stehen.
Objekte der Kategorien A und B sind vollständig in der Liste enthalten, Objekte der Kategorie C fehlen zurzeit (Stand: 1. Januar 2023).

## Kulturgüter
| Foto |                                                                          | Objekt                                        | Kat. | Typ | Standort                         | Beschreibung |
| ---- | ------------------------------------------------------------------------ | --------------------------------------------- | ---- | --- | -------------------------------- | ------------ |
| ja   | Datei hochladen · Wikidata zu Schloss Kleiner Hahnberg (Q6420259)        | Schloss Kleiner Hahnberg KGS-Nr.: 09509       | A    | G   | Hahnberg 182 748980 / 262316     |              |
| ja   | Datei hochladen · Wikidata zu Schloss Grosser Hahnberg (Q29786390)       | Schloss Grosser Hahnberg KGS-Nr.: 08098       | B    | G   | Hahnberg 177 749081 / 262296     |              |
| ja   | Datei hochladen · Wikidata zu Katholische Kirche St. Michael (Q29786389) | Katholische Kirche St. Michael KGS-Nr.: 08099 | B    | G   | Dorfstrasse 32.1 748401 / 261404 |              |
| ja   | Datei hochladen · Wikidata zu Schloss Pfauenmoos (Q29786391)             | Schloss Pfauenmoos KGS-Nr.: 08100             | B    | G   | Pfauenmoos 82 749296 / 261460    |              |
| BW   | Datei hochladen · Wikidata zu Bauernhaus Frankenrüti (Q29786386)         | Bauernhaus Frankrüti KGS-Nr.: 14009           | B    | G   | Frankrüti 72 749049 / 261757     |              |